# Círculo Aurora
Círculo Aurora es una denominación con la que se hace referencia a un grupo de poetas que, en la década de 1820, introdujeron por primera vez los postulados del Romanticismo en la literatura de Hungría. Toma su nombre de la publicación Aurora, en la que participaron muchos de estos nuevos poetas, que comenzó a publicarse en 1821. Este grupo fue el responsable de que la vida cultural de Hungría se trasladase, de forma casi definitiva, de Buda a Pest.

## Historia
A comienzos del siglo XIX, el panorama cultural de Hungría estaba dominada aún por los preceptos de la Ilustración y el Neoclasicismo, en parte debido a la enorme influencia que el escritor y lingüista Ferenc Kazinczy, partidario de la imitatio y contrario a la experimentación original, ejercía sobre los escritores y poetas de la época. 
En este contexto, un grupo de jóvenes poetas, recién llegados al ambiente literario, fundó en 1821 una nueva revista, denominada Aurora, ilustrada con una elegancia y un colorido muy alejados de los principios clasicistas. Muchos de ellos provenían de la nobleza, pero renegaban hasta cierto punto de la tradición anterior, y en especial del maestrazgo de Kazinczy, mostrándose partidarios de una renovación en la literatura húngara. Se trataba además de jóvenes con contactos entre los literatos y pensadores extranjeros más influyentes del momento: Goethe, Hegel... Estos contactos exteriores, que sirvieron para que la literatura húngara fuera conocida y reconocida en el exterior, llevaron por ejemplo a la publicación de una "antología de poesía húngara", primero en alemán y después en inglés.
Tras unos años de éxitos individuales y colectivos, Aurora dejó de publicarse en 1837: sus tendencias liberales resultaban peligrosas para las autoridades. Su sucesora, Athenaeum, publicada por József Bajza y Mihály Vörösmarty, siguió ofreciendo un órgano de expresión para los jóvenes poetas del grupo, que debatían acaloradamente de temas literarios y políticos. Cuando Athenaeum también dejó de publicarse en 1843, muchos de sus miembros habían perdido ya su lugar de privilegio en la escena literaria húngara. El fracaso de la Revolución húngara de 1848 supondría poco después un cambio completo en la historia política y literaria del país.

## Miembros
Los miembros más destacados del "Círculo Aurora" son los siguientes:
- Károly Kisfaludy (1788-1830): hermano del poeta neoclásico Sándor Kisfaludy, Károly fue el fundador de la revista Aurora y dramaturgo, autor de la exitosa -aunque algo melodramática- obra Los tártaros en Hungría.
- József Bajza (1804-58): aunque escribió poesía lírica con un tono sentimental heredado de los poetas alemanes, su labor más destacada es la que desarrolló como crítico. Sustituyó a Kisfaludy al frente de Aurora, y desde sus páginas llevó a cabo una apasionada defensa del talento individual como única consideración estética válida.
- Ferenc Toldy (1805-75): considerado como el "padre de la historia literaria de Hungría", Toldy fue un apasionado difusor de las letras húngaras. Desde 1861 ocupó la cátedra de Literatura Húngara en la Universidad de Budapest.
- Mihály Vörösmarty (1800-55): poeta épico, autor de La huida de Zalán (1825), aunque no perteneció personalmente al círculo fue aclamado por sus miembros como el gran poeta épico de Hungría.